# Gera d'Adda
La Gera d'Adda (con grafia antica Ghiara, Ghiera, Giarra d'Adda, dal milanese con significato Ghiaia dell’Adda) è una zona della pianura lombarda compresa tra il fiume Adda a ovest, il fiume Serio a est e il fosso bergamasco a nord.
Il confine a sud si basa su precise fonti storiografiche, risalenti all'estimo dell'imperatore Carlo V d'Asburgo e ribadite negli editti successivi, che lo individuano nelle estremità meridionali dei comuni di Rivolta d'Adda, Pandino, Dovera, Vailate, Misano di Gera d'Adda e Caravaggio.
Il termine deriva dalla natura morfologica del territorio che presenta strati fertili e ghiaiosi in profondità, che sono strati trasportati in tempi assai remoti dai due fiumi che ne circondano il territorio.

## Geografia fisica

### Territorio
Situata a est di Milano, cinque dei comuni che ne fanno parte sono annoverati nella provincia di Cremona, uno nella città metropolitana di Milano e tutti gli altri nella provincia di Bergamo.
È delimitata ad ovest dal corso del fiume Adda, a nord dalla SP 122 Francesca e ad est sia dallo stesso che dal fiume Serio. A sud è delimitata da una linea storica, non data da confini naturali, che parte a est tra i paesi di Mozzanica e Sergnano, fino a giungere, circa 15 chilometri più ad ovest, tra Rivolta d'Adda e Spino d'Adda.
Quest'ultimo confine non è tuttavia definibile in modo certo, tanto che nella storia sono stati identificati come comuni della Gera d'Adda anche altri territori posti poco più a sud. Ciò è dovuto al fatto che questa zona non si configura come entità geografica basata su confini naturali dato che, nella fascia di Lombardia compresa tra Bergamo, Lodi e Cremona, il territorio non è interrotto da alcun fiume o rilievo. Piuttosto il confine è da cercare nell'origine morfologica di questa zona che presenta numerosi fontanili e rappresenta all'incirca la zona superiore dell'antico lago Gerundo.
La Gera d'Adda comprende infine anche una piccola porzione del comune di Cassano d'Adda, appartenente alla provincia di Milano. Questo lembo di terra è, nella geografia politica, bergamasco, e di fatto parte della Gera d'Adda, dato che si trova sulla sinistra orografica del fiume Adda tra i comuni di Fara Gera d'Adda, Treviglio, Casirate d'Adda e Rivolta d'Adda.

### Geologia
Geologicamente la Gera d'Adda può essere divisa in due zone, entrambe di origine alluvionale: la prima è quella denominata sottocosta, risale all'Olocene, e corrisponde alla costa dell'Adda e al territorio circostante. Questa zona si amplia scendendo sotto Treviglio. L'altra zona è denominata sopracosta, risale al Pleistocene, e comprende tutti i territori posti sopra la costa. La costa è un terrazzo morfologico che separa i territori più vicini all'Adda da quelli più distanti.
Anche nei pressi del Serio vi è una zona risalente all'Olocene, benché sia decisamente meno estesa della sua corrispettiva lungo l'Adda e non includa (almeno non per intero) alcun centro abitato.
Tra i comuni sottocosta vi sono Canonica d'Adda, Fara Gera d'Adda e Rivolta d'Adda che sorgono lungo le rive del fiume, ma anche altri comuni più interni come Arzago d'Adda e Agnadello. Tra i comuni sopracosta abbiamo i restanti comuni. Tra di essi quelli che sorgono nelle immediate vicinanze sono Pontirolo Nuovo, Treviglio e Casirate d'Adda.

## Storia

### Preistoria
La Gera d'Adda fu popolata fin dalla preistoria; i primi resti di vita umana che gli archeologi hanno trovato risalgono al Mesolitico.
Allora, nella zona, gli uomini vivevano cacciando e avevano stanziato accampamenti stagionali lungo le sponde del Serio, presso l'attuale Castelleone. Durante il Neolitico si incominciò a praticare l'agricoltura ma le attività fondamentali rimasero inizialmente la caccia e la pesca, infatti la zona era allora ricca di foreste popolate da molti animali selvatici e solcata da fiumi pieni di pesci; proprio i corsi d'acqua furono le prime vie di comunicazione.

### Le prime civiltà
Poi giunsero i Liguri (una popolazione proveniente dai Balcani) che praticarono un'agricoltura arretrata, vivendo soprattutto di pesca e di caccia all'orso, al lupo, al cervo, al cinghiale. Essi si fermarono qui fino al termine dell'età del bronzo ma lasciarono scarse testimonianze della loro presenza. I glottologi hanno rilevato nel nostro linguaggio parole liguri, tra le quali barca, viola, resina, malva, baita passate senza cambiamenti nell'italiano, palta (fango), magiostra (fragola) ancora presenti nel dialetto.
Nel VI secolo a.C. arrivarono gli Etruschi alla ricerca del ferro; essi, infatti, erano abili nel lavorarlo.
I Galli o Celti, sopravvenuti nel V secolo a.C., trasformarono la zona praticando un'agricoltura più avanzata e incentivando il disboscamento. Fondarono villaggi e strade che diedero inizio a uno sviluppo commerciale.

### I Romani
Nel I secolo a.C. i Romani, sconfitti i Galli, conquistarono la regione, fondando centri come Arzago e Misano; effettuarono la centuriazione e resero ancora più efficienti l'agricoltura e il commercio.

### Medioevo
Caduto l'Impero Romano, a causa delle invasioni barbariche, la popolazione del territorio diminuì moltissimo; i campi rimasero incolti, i boschi ricrebbero, le acque dell'Adda e del Serio senza più argini allagarono i campi, formando il Lago o Mare Gerundo.
Dopo il mille, l'insediamento di abbazie cluniacensi nella zona incentivò la bonifica del territorio: a poco a poco sparirono le paludi e i boschi, sostituiti da campi coltivati.

## Società

### Evoluzione demografica
La popolazione è di circa 110 000 abitanti.
I maggiori centri sono Treviglio, Caravaggio, Rivolta d'Adda e Fara Gera d'Adda.
I primi due centri da soli contano circa il 40% dell'intera popolazione.
I centri più popolosi sono più prossimi all'Adda che non al Serio.
I rimanenti comuni contano meno di 5 000 abitanti.

### Religione
La religione principale è quella cattolica.
Dal punto di vista della suddivisione in diocesi la Gera d'Adda appare frammentata in modo diverso che dal punto di vista politico, riflettendo la situazione amministrativa antecedente al passaggio di Napoleone. Se infatti dal punto di vista politico il territorio è in massima parte bergamasco, da quello religioso è cremonese e la diocesi di Bergamo comprende un solo comune tanto da essere superata per importanza dall'arcidiocesi di Milano e dalla diocesi di Lodi che ne annoverano cinque ciascuna.
I comuni di Canonica d'Adda, Castel Rozzone, Fara Gera d'Adda, Pontirolo Nuovo e Treviglio appartengono infatti all'Arcidiocesi di Milano; tutte le parrocchie tuttavia mantengono il rito romano. Le frazioni di Cassano sulla sponda orientale dell'Adda (come il resto del Comune oltre l'Adda), i comuni di Agnadello, Arzago d'Adda, Brignano Gera d'Adda, Calvenzano, Caravaggio, Casirate d'Adda, Fornovo San Giovanni, Misano di Gera d'Adda, Mozzanica, Pandino nel suo centro storico, Rivolta d'Adda e Vailate appartengono alla diocesi di Cremona. Il comune di Pagazzano è l'unico comune facente parte della diocesi di Bergamo, mentre i comuni di Dovera, Crespiatica, Boffalora d'Adda, Corte Palasio e Spino d'Adda con le frazioni di Pandino Nosadello e Gradella fanno parte della diocesi di Lodi.
Tra le minoranze presenti in passato si annoverano i protestanti segnalati a Caravaggio oltreché comunità ebraiche a Caravaggio e Rivolta d'Adda.

### Pieve di Gera d'Adda

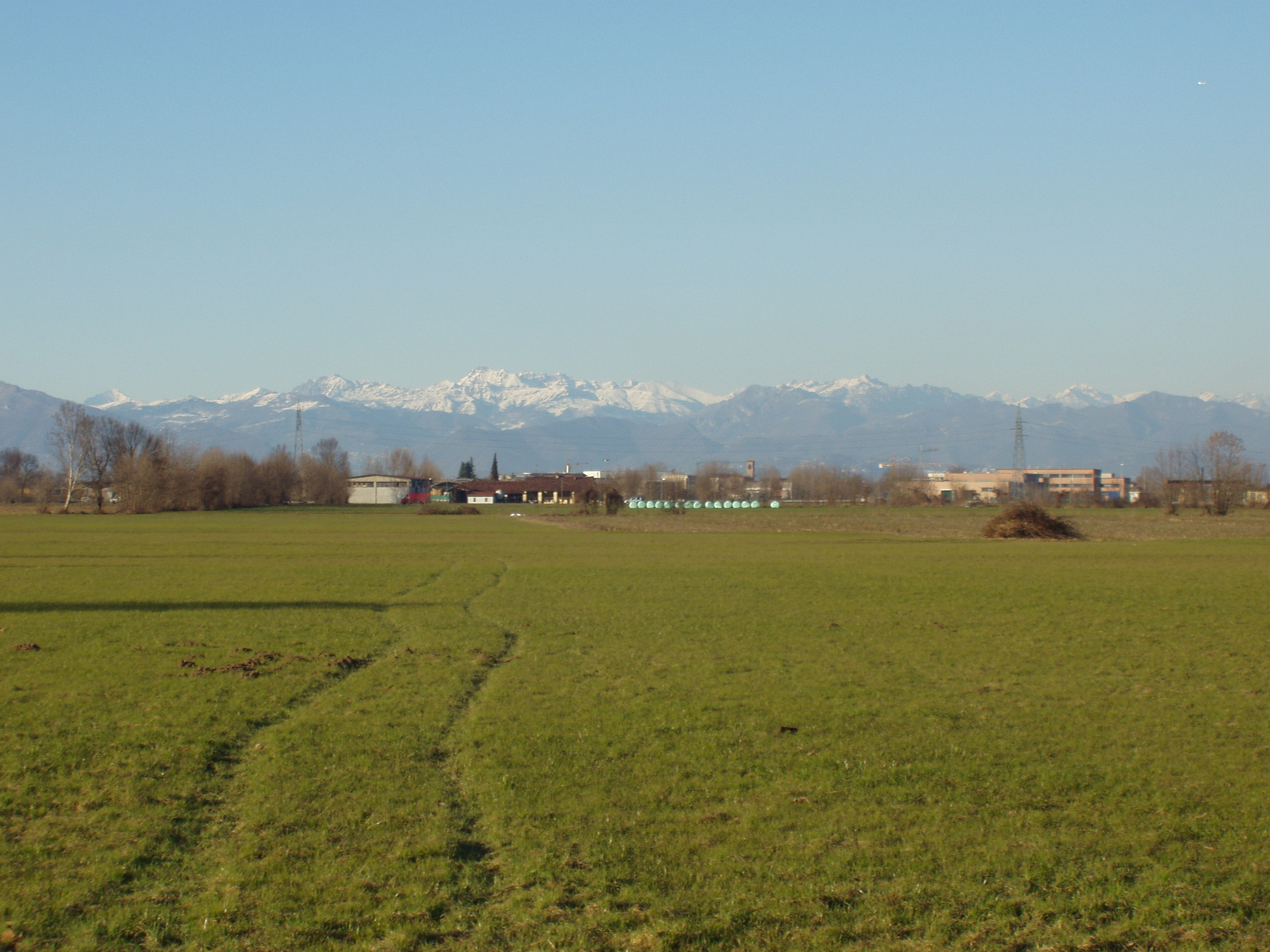
Un paesaggio tardo invernale in Gera d'Adda, sullo sfondo le Alpi Orobie.

Le vicende storiche dei territori compresi in questo tratto di pianura sono accomunabili da un'unica matrice fin dai tempi delle prime tribù nomadi. A queste seguirono insediamenti di popolazioni celtiche di Galli Cenomani, insediatisi già nel IV secolo a.C., ai quali subentrarono poi i Romani. Questi segnarono profondamente il territorio, sottoposto a un'imponente opera di centuriazione.
Dopo le invasioni barbariche venne il momento dei Longobardi, dei quali sono stati rinvenuti parecchi resti (in primis a Fornovo San Giovanni e Fara Gera d'Adda), tra cui anche resti di fortificazioni. Con il successivo arrivo dei Franchi, che istituirono il Sacro Romano Impero, la Gera d'Adda fu raggruppata in un'unica entità amministrativa, divenendo una delle antiche pievi amministrative in cui era suddiviso il territorio lombardo. Successivamente il termine, che si riferisce alla presenza del fiume Adda, passò, nell'uso comune, a designare il territorio stesso.
I comuni che anticamente appartenevano alla pieve erano Agnadello, Arzago d'Adda, Boffalora, Brignano Gera d'Adda, Calvenzano, Canonica in Gera d'Adda, Caravaggio, Casirate Gera d'Adda, Castel Rozzone, Corte Palasio, Dovera, Roncadello oggi frazione di Dovera, Fara Gera d'Adda, Massari Melzi oggi frazione di Fara, Misano di Gera d'Adda, Pagazzano, Pandino, Pontirolo, Rivolta, Tormo di Crespiatica e Vailate.
La zona fu a lungo contesa dalle entità territoriali del tempo, tra cui i comuni di Milano, Bergamo e Cremona in epoca medievale. Tra il XIV e il XV secolo il territorio fu interessato da numerosi scontri tra la Repubblica di Venezia e il Ducato di Milano, che aspiravano ad ottenere il predominio sulla zona. 
La questione venne risolta con la decisione di utilizzare il canale artificiale denominato Fosso bergamasco, per delimitare i possedimenti tra le due entità politiche delimitandone il territorio amministrativo e includendo di fatto la Gera d'Adda nell'area soggetta all'influenza milanese. È per questo motivo che ancora oggi i comuni della zona che nel XIX secolo vennero inclusi nella provincia di Bergamo non appartengono alla diocesi di Bergamo ma sono suddivisi tra le diocesi di Milano e Cremona.
La Gera d'Adda fu anche aggregata al territorio lodigiano per due brevi periodi: dal 1786 al 1791, quando appartenne alla provincia di Lodi della Lombardia austriaca, e nel 1797-98, quando fu parte dell'effimero dipartimento dell'Adda della Repubblica Cisalpina. Dopo il Congresso di Vienna (1815) fu divisa fra la provincia di Bergamo e quella di Lodi e Crema.